# 張宗文 (清朝)
張宗文（？—？），號慕西，山西平定直隸州人，清朝政治人物。

## 生平
乾隆二十五年（1760年）庚辰恩科山西鄉試舉人，嘉慶二年（1797年）十二月入祀鄉賢祠。

## 履歷
- 乾隆三十一年（1766年），署營山縣知縣[9]
- 乾隆三十三年（1768年）七月，任彭縣知縣，三十四年（1769年）七月卸事[10]
- 乾隆三十五年（1770年），署永川縣知縣[11]
- 乾隆三十五年（1770年）六月，任鄰水縣知縣，“據父老傳聞，猶為第一好官”[12][13][14]
- 乾隆四十年（1775年），署南充縣知縣，亦有善政，離任之時，百姓千餘人挽留，送至境外[15]
- 乾隆四十四年（1779年），署內江縣知縣，入祀名宦祠[16][17]
- 任甘肅渭源縣知縣，有善行[18]
- 乾隆五十一年（1786年）六月，陞湖南永州府同知[19]，卓有政績